# Nowoje Argwani
Nowoje Argwani (ros. Новое Аргвани) – wieś w Rosji, w Dagestanie, w rejonie gumbietowskim. W 2010 liczyła 1463 mieszkańców, głównie Awarów.